# GSC148-2073
GSC148-2073 — хімічно пекулярна зоря спектрального класу A0, що має видиму зоряну величину в смузі V приблизно 12,0.